# 帕皮亞冰原島峰
帕皮亞冰原島峰（英語：Papiya Nunatak），是南極洲的冰原島峰，位於葛拉漢地的努登舍爾德海岸，處於露絲嶺東南面6.44公里、沃斯利角西南面14.6公里、森蒂內爾冰原島峰東北面11.7公里和貝克冰原島峰東北面8公里，海拔高度550米，現時由南極條約體系管理。

## 外部連結
- British Antarctic Territory. （页面存档备份，存于）  Scale 1:200000 topographic map.  DOS 610 Series, Sheet W 64 60.  Directorate of Overseas Surveys, UK, 1978.

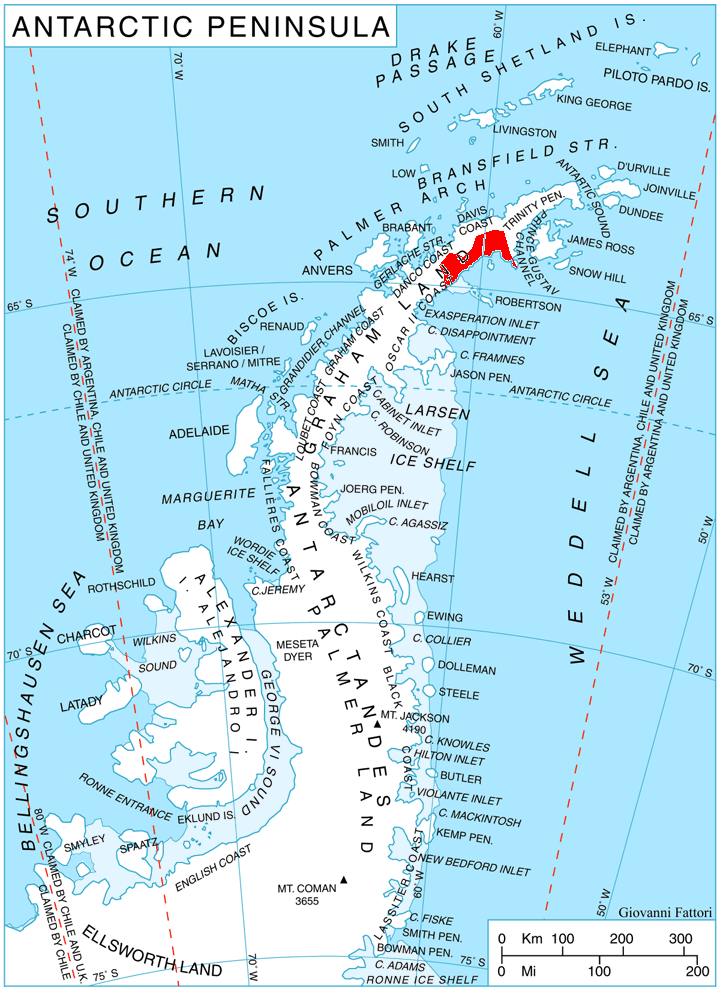

- Papiya Nunatak. （页面存档备份，存于） SCAR Composite Antarctic Gazetteer.

64°40′23″S 60°40′31″W / 64.67306°S 60.67528°W